# Aspatharia subreniformis
Aspatharia subreniformis е вид мида от семейство Iridinidae.

## Разпространение
Видът е разпространен в Малави.